# Robert Fowler (1884-1966)
Pour les articles homonymes, voir Robert Fowler et Fowler.
Robert George Fowler (10 août 1884 - 15 juin 1966) est considéré comme un des pionniers de l'aviation américaine. Ce fut le premier pilote à effectuer le vol de Californie - Floride sans escale en 1911.